# Château de Pierre Scize
Le château de Pierre Scize, également appelé château de Pierre Encise, aujourd'hui disparu, était situé à Lyon.
Sa construction au Moyen Âge permet d'occuper une place stratégique, face à la Saône à l’entrée ouest de Lyon, qui matérialise la frontière entre le royaume de France et le Saint-Empire romain germanique. Demeure des archevêques de Lyon, récupérée par Louis XI comme prison d'État, elle est démolie en 1793.

## Étymologie
Le nom du rocher sur lequel a été édifié le château a pour origine le nom Petra incisa, « pierre fendue/incisée », qui rappelle peut-être le grand travail des routes romaines mis en place par Agrippa - par quoi il faut comprendre que les Romains ont commencé à entailler le rocher pour faire passer une voie. En effet selon Clerjon (1830), l'éperon de Pierre Scise s'avançait alors jusqu'au milieu de la Saône.

## Géologie
L'éperon de Pierre Scise est une partie du socle cristallin sur la bordure est du Massif central. Sur les hauteurs dominant le château, ce granite est recouvert par le massif sédimentaire des Monts d’Or (300 m d’altitude moyenne, incliné vers l’est et modelé en cuesta) qui domine la vallée de la Saône par un talus raide quasi-continu de Fourvière à Millery ; ce talus correspond à un escarpement de ligne de faille exhumé. Le socle cristallin se retrouve en rive gauche de la Saône à hauteur du défilé de Pierre-Scize et dans le lit-même de la Saône, en amont à l’Île Barbe.
Plus en aval, à la sortie du canyon de Pierre Scise, se trouvait une avancée du rocher de Pierre Scise, elle aussi dans le lit de la Saône ; elle mesurait 85 m de large pour 115 m de longueur, et émergeait d'environ 3 m en période d'eaux moyennes. Les piles centrales du pont du Change y prennent appui. Ce rocher a été détruit à la mine vers 1847.

## Situation

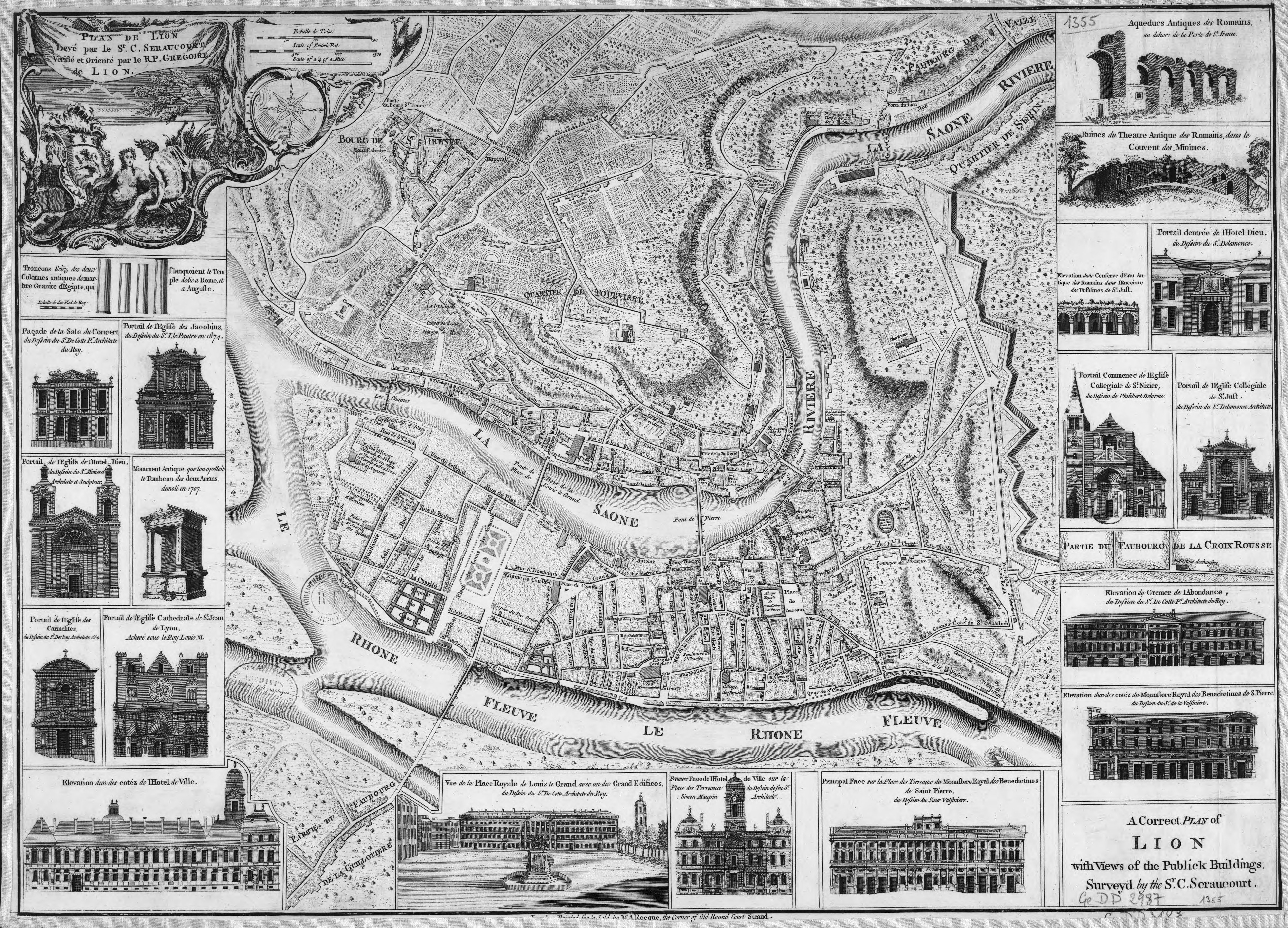
Plan de Lyon 1746 par Claude Séraucourt.Le château est en rive droite (côté gauche) de la Saône, vers le haut.

Le château se trouvait sur la Pierre Scise, éperon rocheux (granitique) en rive droite (côté sud) de la Saône à l’entrée du défilé de Pierre-Scise, où la rivière s'engouffre entre la colline de Fourvière en rive droite et celle de la Croix-Rousse en rive gauche (côté nord). Il dominait la Saône d'une cinquantaine de mètres. Le nom est passé au quai Pierre-Scize qui longe la Saône au pied des vestiges de l'éperon,.
Situation historique
Au haut Moyen Âge, le « bourg de Lyon » est le groupe de maisons sans remparts rassemblé autour de l'église Saint-Nizier qui sert de forteresse. Un autre bourg, le Bourg-Neuf, est entre l'éperon rocheux de Pierre-Scise et l'église collégiale Saint-Paul ; le château de Pierre-Scise lui sert de forteresse. Plus tard, les fortifications médiévales de la ville rejoignent le château, en l’intégrant ainsi dans le système défensif de la cité : vers le sud-est un vallon sépare le château de la hauteur de Fourvière, mais des murs élevés sur les vestiges gallo-romains le relient au fort sur Fourvière et aux quartiers de Fourvière, Saint-Just et Saint-Irénée.
Parmi les forts environnants, Pierre Scise est celui situé à l’entrée ouest de la ville (c'est aussi la voie de la Gaule du nord).

## Architecture
De cet ensemble assez massif, se détachait une haute tour ronde édifiée au sommet du rocher et tenant lieu de donjon.[réf. nécessaire]
Sur le côté sud du château s'étendait une terrasse ombragée par un grand arbre et arrosée d'une bonne source.
Il y avait une chapelle Saint-Michel dans le château (citée en 1392).
Depuis le château, descendait en direction de la Saône (vers le nord-est) un escalier de plus de 200 marches[réf. nécessaire] taillé dans le roc, terminé au bas de la colline par une porte appelée porte de Pierre Scize, qui marquait le début d'un faubourg étroit et tortueux.

## Historique

### Construction à la frontière de l'Empire
Le site était certainement occupé au temps de l'Empire romain : des ouvriers déblayant la terre au pied du château ont retrouvé des vestiges de lampes sépulcrales, médailles et autres objets antiques. Mais les preuves de son existence ne commencent qu'au XIIe siècle. La position du site est cependant trop favorable pour n'avoir pas été mise à profit avant ce siècle. D'après Poullin de Lumina, l'archevêque Hugues y aurait assemblé en 1099 un concile des évêques de sa province.
Heraclius, archevêque de Lyon (1153-1163), s'y réfugie plusieurs fois lors de ses démêlés avec le barons ses voisins ; il est le premier à en faire la forteresse des archevêques lyonnais.
Après des périodes de troubles, l'archevêque (1193-1226) Renaud de Forez y ajoute des murs plus épais, embellit l'intérieur et fait passer la forteresse au rang de palais archiépiscopal. Ses successeurs s’installent au château,,.
Lorsque le pape Innocent IV, en butte à l’empereur Frédéric II, vient en 1244 séjourner à Lyon, l'évêque Aymeric se retire au château de Pierre Scise (il résigne juste après le premier concile de Lyon en 1245).
En 1312, l'archevêque Pierre de Savoie perd la justice de Lyon par le traité du 10 avril avec Philippe le Bel au profit de la couronne de France, mais il se réserve la juridiction temporelle du château de Pierre-Scise avec ses dépendances. En 1330, douze hommes d'armes sont placés sous l'autorité du châtelain du château épiscopal.
En 1335, le gouverneur est le seigneur d'Iseron, qui reçoit 50 sous viennois par semaine pour cette charge ; il a sous sa commande douze hommes d'armes, chacun à 8 florins par mois. Les archevêques de Lyon sont bien présents : en 1339 l'archevêque Guillaume de Sure y rend une sentence arbitrale sur les différends 

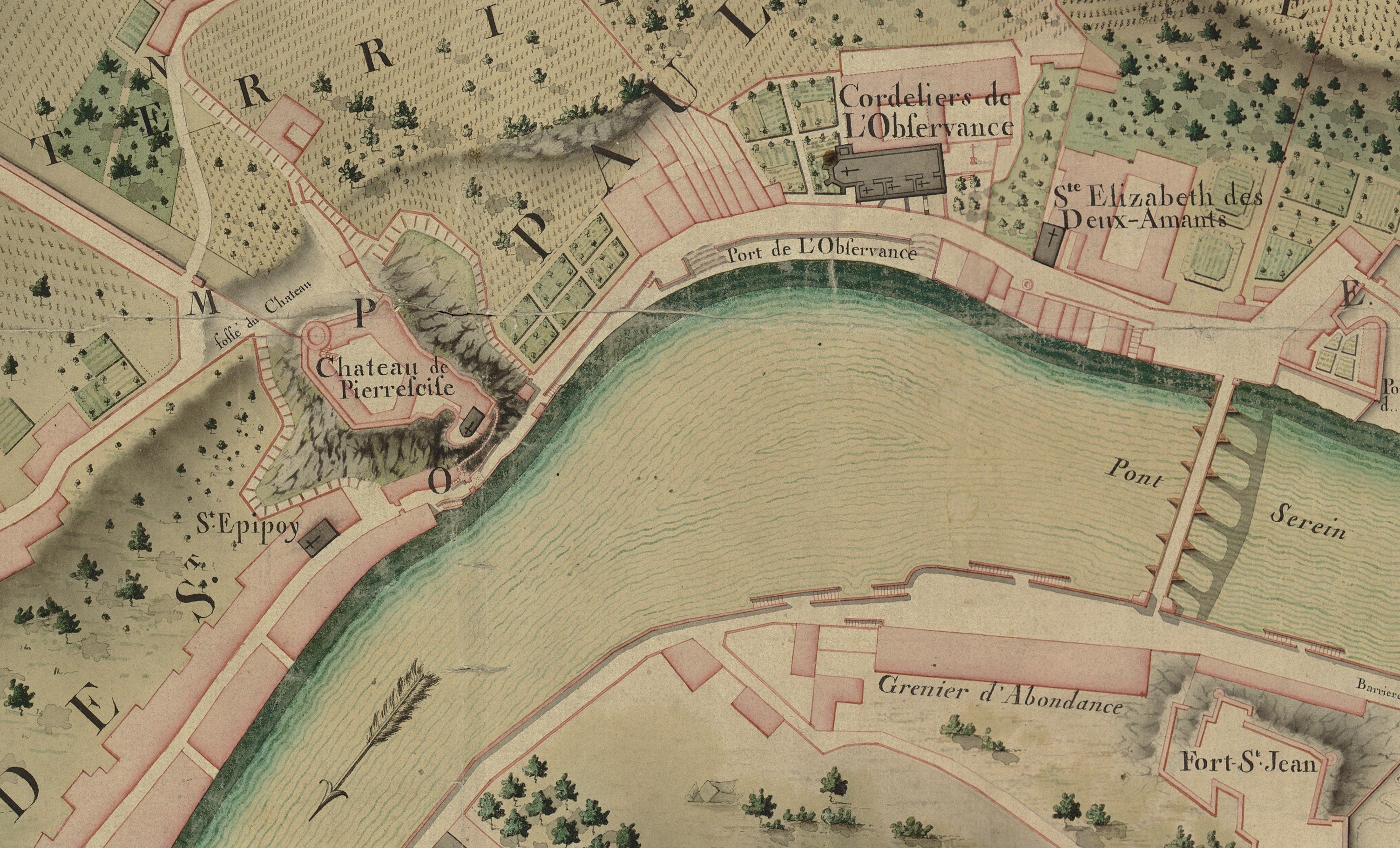
Détail de plan de grand format quartier de Vaise à Lyon en 1789.

entre le sire de Villard et Renaud de Dortans ; en 1366 l'archevêque Charles d'Alençon y excommunie le sénéchal de Lyon et les officiers du roi à la suite des troubles subséquents au traité de Brétigny et du licenciement des armées en 1364.

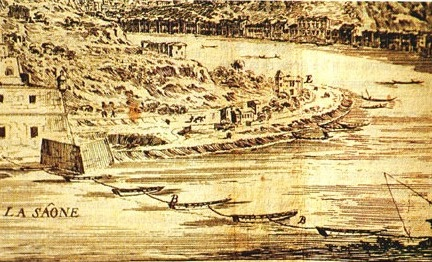
« La Veue de Lion descendat par la Saosne », par Israël Sylvestre (1649-1650), montrant le fort Saint-Jean à gauche et des bateaux portant la chaîne de Sainte-Marie-aux-chaînes.

### XVesiècle, la guerre de Cent Ans

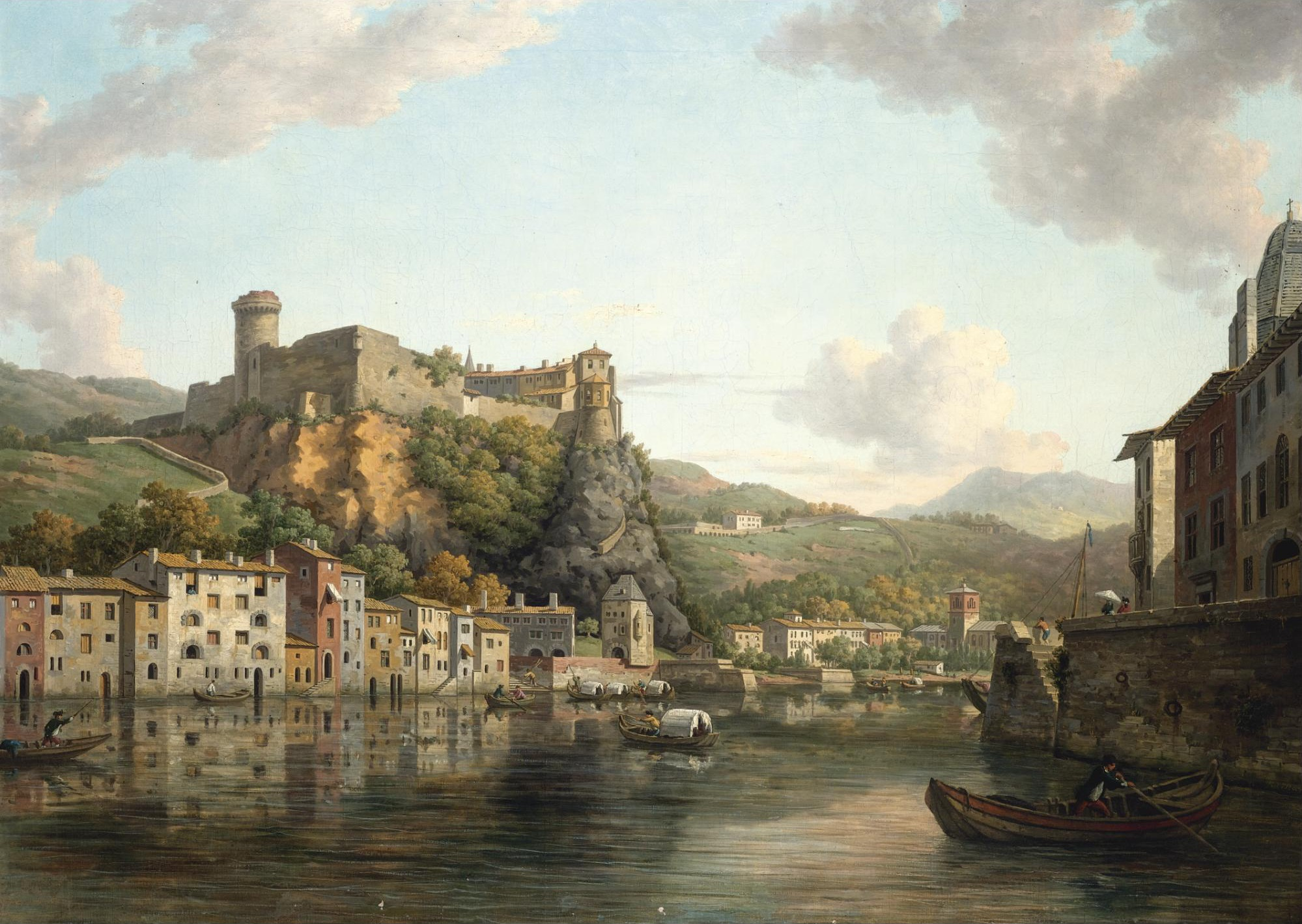
William Marlow : une vue du château de Pierre-Scize à Lyon.

Armes du duc de Nemours.

En 1418, le consulat, qui attend une attaque de Bourguignons, fait renforcer plusieurs fortifications et fait tendre les chaînes sur la Saône. 
En 1434, « si l'ennemi approche davantage, on tendra la chaîne de Saint-George pour obvier que les blés et tous vivres ne s'en aillent de la cité ; de même celle de dessous Pierre-Scise ». Il s'agit des chaînes qui barrent la Saône la nuit, portées par un alignement de bateaux. Les douaniers disposaient alors, en amont de la Saône, des chaînes en travers de la rivière pour empêcher les contrebandiers de s'introduire à Lyon par voie fluviale. Celle près de Pierre-Scise donne son nom au quai de « Sainte Marie aux chaînes », futur quai de Serin puis quai Saint-Vincent ; elle n'est pas « dessous Pierre Scise » au sens littéral mais un peu en amont du château, comme le montre l'aquarelle par Victor-Jean Nicolle (ici plus bas).
En 1443, un capitulaire témoigne de ce qu'au moins un archevêque a conservé au château les archives du diocèse.
En 1454, Jean d'Aulon, ancien compagnon de Jeanne d'Arc, devient capitaine de Pierre Scize. En 1466, Louis XI rend le château à l'archevêque Charles II de Bourbon, par les lettres en date d'Orléans le 17 avril, après que le château soit resté longtemps entre les mains de Charles VII et Louis XI .
Le 8 mars 1468, à la suite du danger menaçant la ville de Lyon, Louis XI ordonne l'occupation de Pierre Scize,, évinçant les archevêques de Lyon. Le gouverneur de Pierre Scise et officier de l'archevêque, Odile des Estoyés, a été membre (en 1465) de la ligue du Bien public ; le bailli de Mâcon François Roger est chargé de le destituer. Depuis, les rois ont gardé la mainmise sur le château et les archevêques sont restés dans leur palais de Saint-Just près de la cathédrale. Le château est transformé en prison d'état et voit un défilé de personnages illustres et moins illustres, à commencer par Jacques d'Armagnac duc de Nemours (1475). En 1476, après plus de trois mois de séjour, Louis XI quitte Lyon, en visitant le château le 16 juillet.
Louis XII n'y fait emprisonner que des étrangers, dont Louis Sforce duc de Milan et son frère le cardinal Ascagne, pour quinze jours (en 1500).

### XVIesiècle, les guerres de Religion
En 1562, Pierre Scize est pris par les troupes protestantes qui tiennent la place pendant plus d'un an.
En 1588, le château est assiégé par les Gueux de Lyon. Dans le dernier quart du XVIe siècle, Charles-Emmanuel, duc de Nemours est commandant du lieu.

### XVIIesiècle
Sous Richelieu, Louis XIII fait du château une propriété royale.

### XVIIIesiècle
A la fin du XVIIIe siècle, le commandant est M. André de Bory. À partir de 1780, le commandant de Pierre Scize est Claude Espérance de Regnauld-Alleman, seigneur de Bellescize. Le prisonnier le plus prestigieux que connait Regnauld-Alleman est Anne-Louis Goislard, vicomte de Monsabert. En 1788, membre du parlement de Paris, il s'oppose à Loménie de Brienne qui tente de taxer les gros propriétaires, et est donc arrêté lors de la vaine tentative de faire plier le Parlement dans la lutte fiscale de ce dernier contre les ministres du roi. Cette arrestation n'obtient pas les résultats escomptés et il est rapidement libéré.

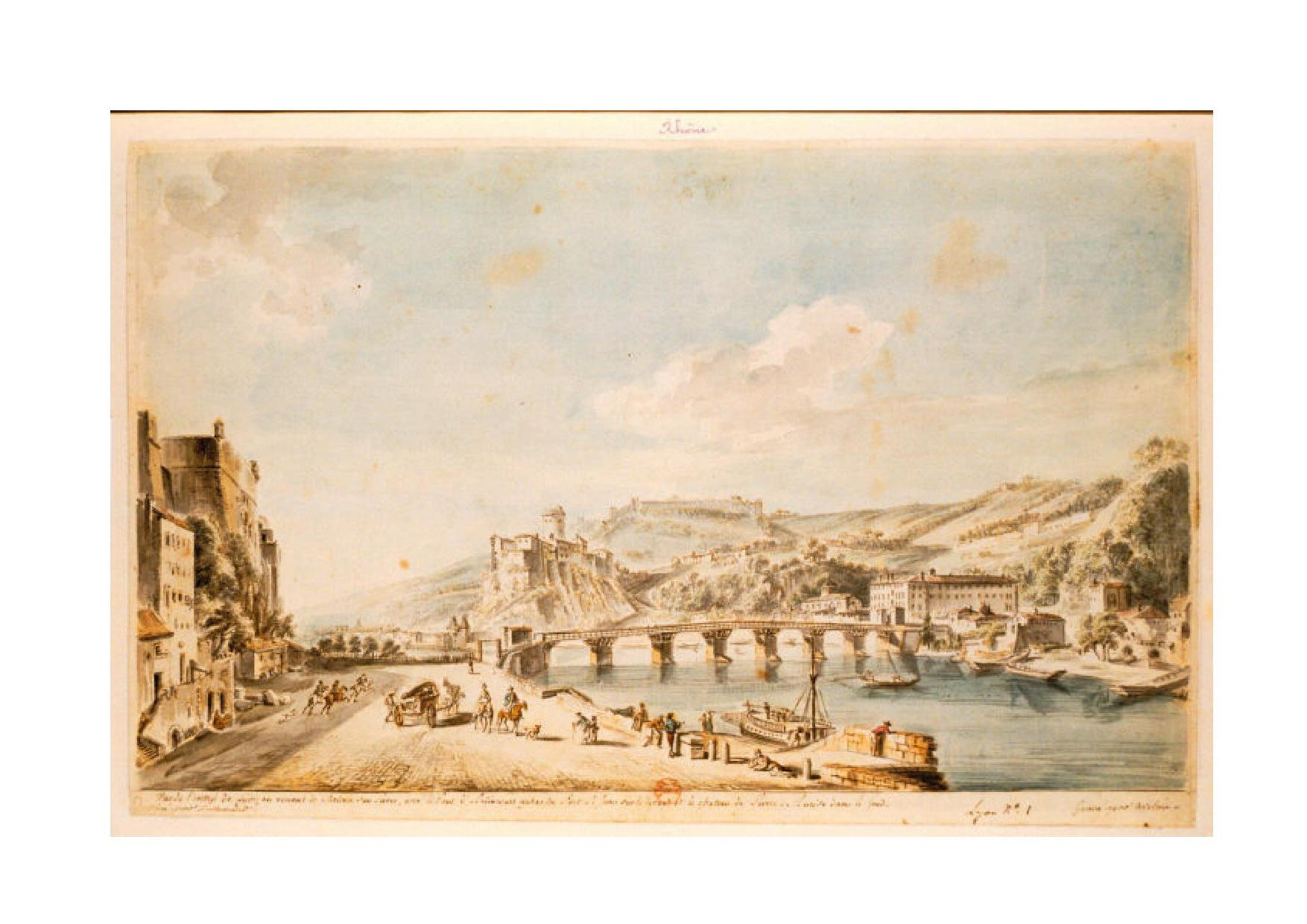
Château de Pierre Scize, aquarelle par Victor-Jean Nicolle (fin XVIIIe s.)[35], d'après une lithographie de Jean-Baptiste Lallemand (milieu XVIIIe s.) : « Le quai d’Alincourt à l’entrée du défilé de Pierre-Scize »[36].
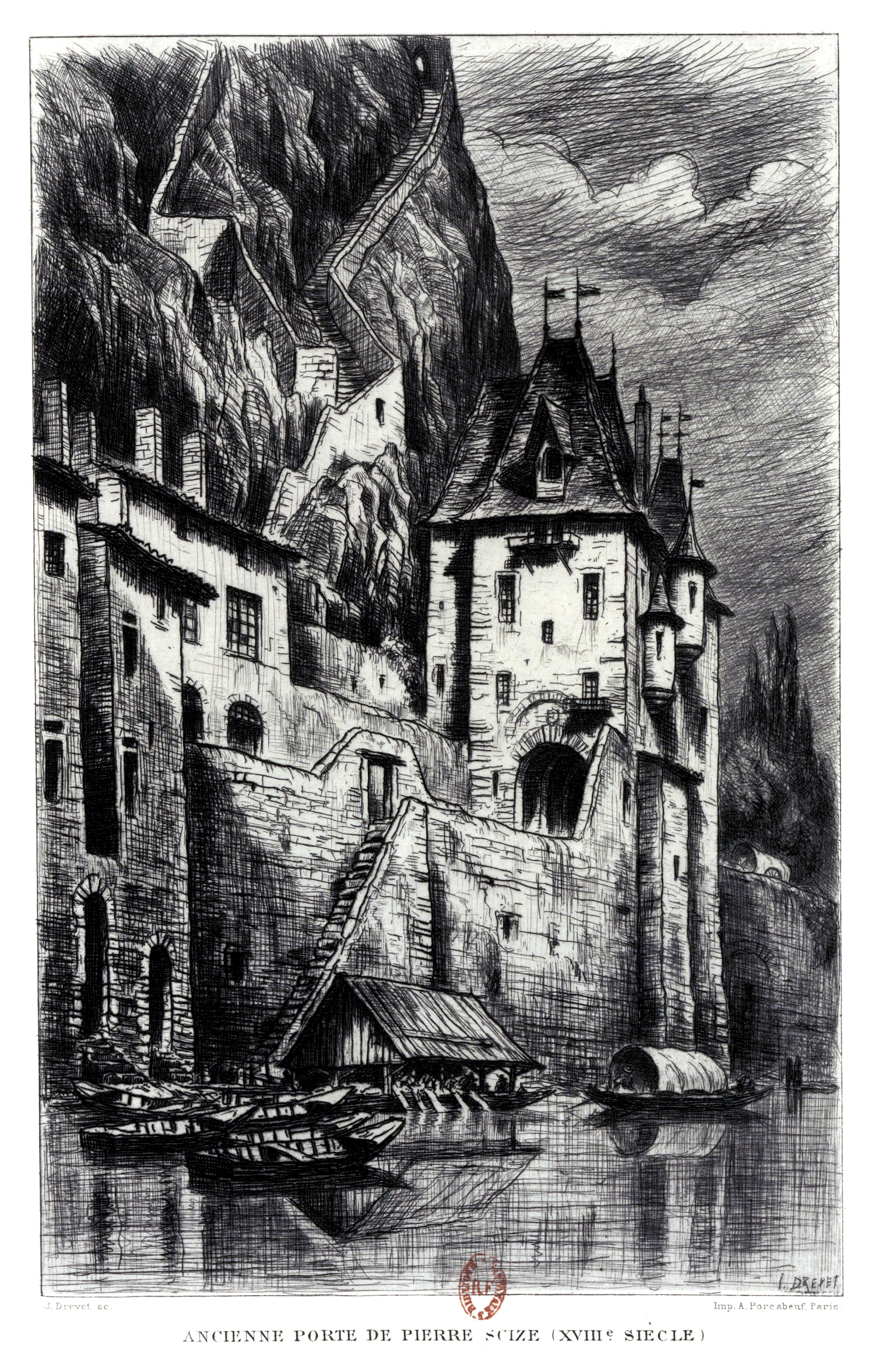
Ancienne porte de Pierre Scise (XVIIIe s.). Eau-forte par Joannès Drevet (fin xviiie).

Démolition pendant la Révolution
En 1791, le château est pris par la foule.[réf. nécessaire] Le 26 octobre 1793, la forteresse est entièrement démolie. Charles-Ange Boily, de l'Académie des arts de Lyon en grave une médaille commémorative.[réf. nécessaire]
À partir du début du XIXe siècle, le rocher sert ensuite de carrière pour les constructions avoisinantes, notamment pour les routes et les ponts.

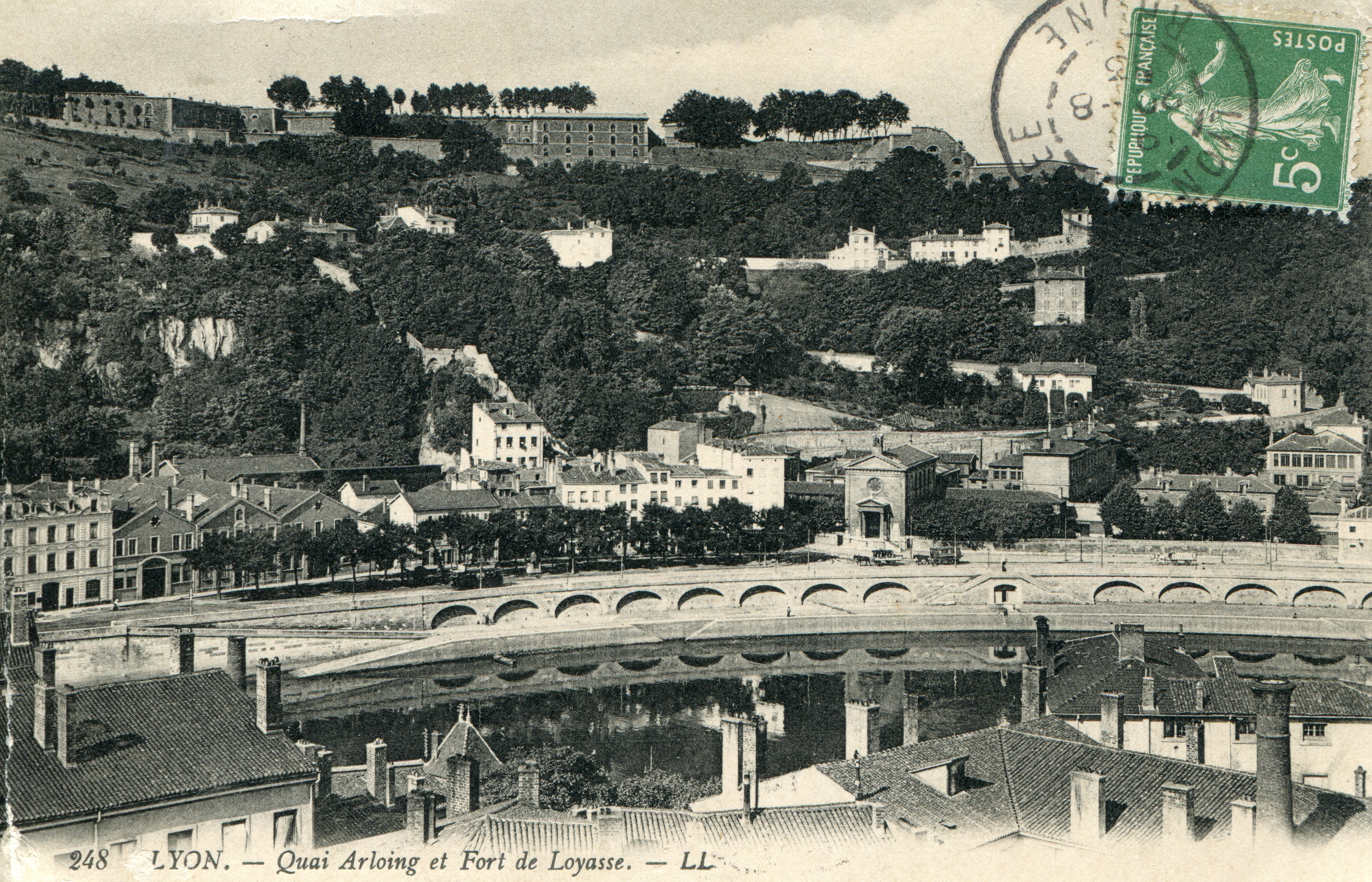
Carte postale du début du XXe siècle : « quai "Arloing" et fort de Loyasse » (sur la colline).
La chapelle de l'Observance en bord de Saône, avec quai Pierre Scise à gauche et quai Chauveau à droite (le quai Arloing est un peu plus à droite, hors photo).
Les restes de l'éperon qui portait le château de Pierre Scise sont au milieu de la partie gauche de la photo, derrière les maisons.

## Les prisonniers marquants
- Jacques d'Armagnac y est emprisonné en 1475 par Louis XI pour avoir participé à la révolte de la Ligue du Bien public ; il fut ensuite transféré à la Bastille puis décapité[28].
- Ludovic Sforza, en lutte avec louis XII pour le duché de Milan, est fait prisonnier en 1500 par La Trémoille et emprisonné à Pierre Scize avant d'être transféré au château de Lys-Saint-Georges[40]. Son frère le cardinal Ascagne est également emprisonné au château. Les deux n'y restent que quinze jours[30].
- Le capitaine de Fenoyl, qui avait tenté de résister aux troupes protestantes, est incarcéré en 1562[réf. nécessaire] sous la garde du baron des Adrets François de Beaumont[30].
- Le baron des Adrets connaît les cachots de Pierre Scize[30] en 1570[réf. nécessaire], sous la garde de Fenoyl[30].
- Claude de Bauffremont, baron de Sennecey, ligueur, séjourne à la prison vers 1592 ; pour pouvoir en sortir, il se fait remplacer par ses quatre enfants, dont Henri, futur maréchal de camp.
- Charles de Coligny séjourne dans la prison en 1593.
- Le duc de Nemours (déjà cité), emprisonné en septembre 1593, réussit à s'échapper en juillet 1594.
- Cinq Mars et de Thou sont emprisonnés en 1642 pour complot contre Richelieu et exécutés[31]. Le duc de Bouillon, compromis dans la même affaire, séjourne lui aussi au château[41].
- Philippe de La Mothe-Houdancourt, maréchal de France, emprisonné le 28 décembre 1644, interrogé en 1647, sorti en 1648[41].
- Philippe de Lorraine-Armagnac, dit le Chevalier de Lorraine, amant de Philippe d'Orléans frère du roi Louis XIV, en 1670. Il y reste peu de temps, pour être transféré au château d'If.
- Un peu plus tard, on trouve Hennequin, marquis de Fresne, qui avait tenté de vendre sa femme à un corsaire.
- François Christophe de Klinglin, éphémère Prêteur Royal de Strasbourg, y est emprisonné de 1753 à 1757[41].
- Charles Albert de Moré de Pontgibaud est emprisonné sur ordre du gouvernement de 1753 à 1757.
- Le marquis de Sade fait un séjour à Pierre Scize en 1768.
- David Dombre est emprisonné en 1788, à l’âge de 16 ans.
- Camille Teisseire, proche des Montagnards, passe quelques jours en 1793.

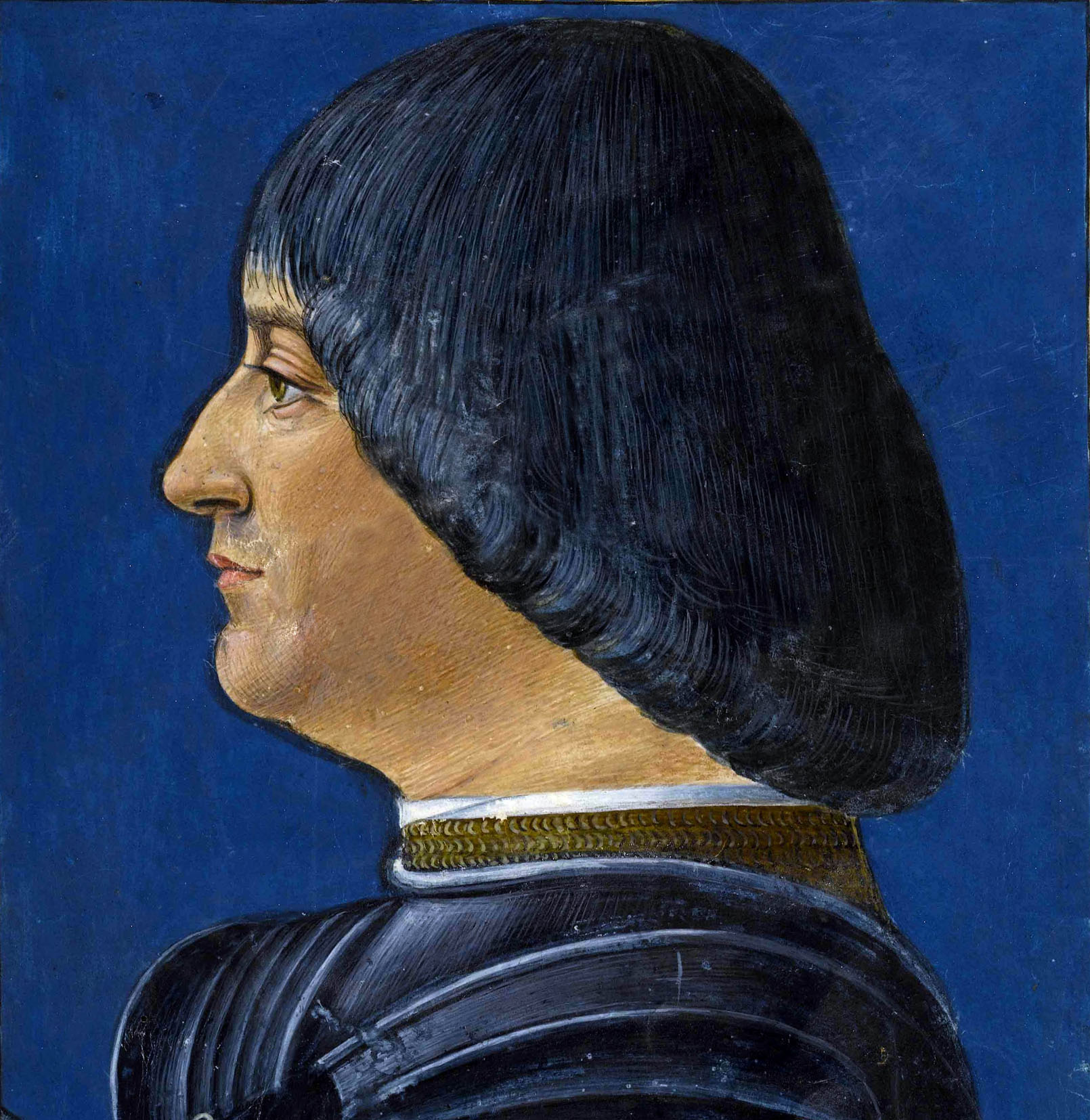
Ludovic Sforza.
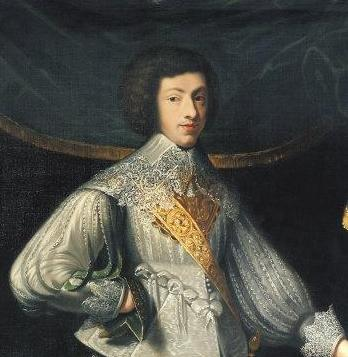
Cinq-Mars.
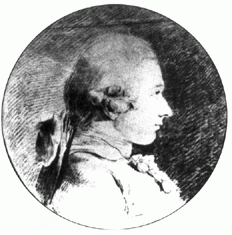
Le marquis de Sade.
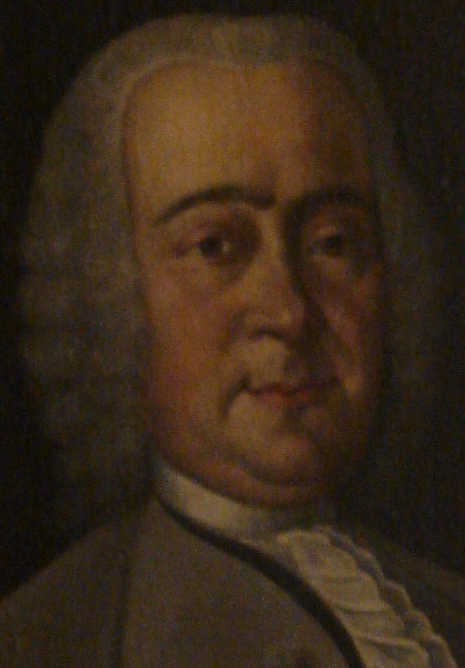
David Dombre.

## Citations à propos de Pierre Scize
- Albert Jouvin de Rochefort (c. 1640 - c. 1710 ) : Le château de Pierre Ancise est le plus merveilleux à voir, bien qu’il ne soit pas de grande étendue ; car il n’est que dessus l’échine d’une partie de rocher, qui en est voisin et d’autant plus fort qu’il est escarpé du côté de la rivière, qui lui lave le pied, et de l’autre défendu d’un large espace en façon de fossé du côté de la montagne... On y monte par plusieurs degrés taillés dans le roc, et ce qu’il y a de plus plaisant, c’est une grosse source qui sort du rocher dans le chasteau, où est un donjon couvert de quelques pièces de canon, qui tiennent en défense l’entrée de la rivière de Saône et de la porte de Vèze (= Vaise) (carnets de voyage, 1672)
- Alfred de Vigny: Parmi les vieux châteaux dont la France se dépouille à regret chaque année, il y en avait un, d’un aspect sombre et sauvage, sur la rive gauche de la Saône… , dans Cinq-Mars
- Amédée Matagrin : Du puissant château fort, pas même une ruine !